# Every Day
Az Every Day a The Cinematic Orchestra harmadik lemeze.

## Track listing
1. "All That You Give" (featuring Fontella Bass) – 6:10
2. "Burn Out" – 10:13
3. "Flite" – 6:35
4. "Evolution" (featuring Fontella Bass) – 6:38
5. "Man With The Movie Camera" – 9:09
6. "All Things To All Men" (featuring Roots Manuva) – 11:04
7. "Everyday" – 10:18